# Nazionale maschile di beach soccer del Laos
La nazionale di beach soccer del Laos rappresenta il Laos nelle competizioni internazionali di beach soccer.

## Rosa
| N. |                 | Ruolo | Calciatore                |
| -- | --------------- | ----- | ------------------------- |
| 1  | Laos (bandiera) | P     | Phonepaserth Vongsipasong |
| 2  | Laos (bandiera) |       | Souvanpheng Phanthavong   |
| 3  | Laos (bandiera) |       | Khamala Xayalath          |
| 4  | Laos (bandiera) |       | Soukakhone Bountathip     |
| 5  | Laos (bandiera) |       | Phouthone Innalay         |
| 6  | Laos (bandiera) |       | Phayanh Louanglath        |

| N. |                 | Ruolo | Calciatore              |
| -- | --------------- | ----- | ----------------------- |
| 7  | Laos (bandiera) |       | Khitsakhone Champathong |
| 8  | Laos (bandiera) |       | Thinnakone Vongsa       |
| 9  | Laos (bandiera) |       | Phitack Kongmathilath   |
| 10 | Laos (bandiera) |       | Chiu Nonmany            |
| 11 | Laos (bandiera) |       | Tona Bounmalay          |
| 12 | Laos (bandiera) |       | Tu Mouakong Thao        |